# Chłopcy (film)
Chłopcy – polski film obyczajowy z 1973 zrealizowany na podstawie sztuki Stanisława Grochowiaka.

## Fabuła
Akcja filmu rozgrywa się w domu starców prowadzonym przez siostry zakonne. Jedna z zakonnic, Maria, dąży do wprowadzeniu w ośrodku rządów silnej ręki i żelaznej dyscypliny. Nie będzie to dla niej jednak łatwe zadanie. Mimo zaawansowanego wieku, jej podopieczni robią wszystko, by zachować jak największą niezależność. Ich walka z surową siostrą staje się miejscami groteskowa i przypomina wybryki nastoletnich chłopców. Duchowym przywódcą buntowników jest Kalmita. Niestety, pewnego dnia jego znacznie młodsza żona postanawia zabrać małżonka do domu. Czy pozostali pensjonariusze znajdą w sobie dość siły, by przeciwstawić się siostrze Marii?

## Główne role
- Kazimierz Opaliński – Józef Kalmita
- Aleksander Dzwonkowski – Jo-Jo
- Wacław Kowalski – Smarkul
- Zdzisław Mrożewski – Pożarski
- Barbara Ludwiżanka – hrabina de Profundis
- Ignacy Machowski – profesor Perlec
- Zofia Mrozowska – Narcyza, żona Kalmity
- Maja Komorowska – siostra Maria
- Zofia Małynicz – siostra przełożona